# Great Somerford
Great Somerford – wieś w Anglii, w hrabstwie Wiltshire. Leży 56 km na północ od miasta Salisbury i 134 km na zachód od Londynu. W 2001 miejscowość liczyła 737 mieszkańców.